# Nils Bielke (1644–1716)
Nils Bielke, född 7 februari 1644 i Stockholm, död 26 november 1716, var en svensk greve, militär och diplomat. Han var ambassadör i Frankrike 1679–82 samt blev generalguvernör i Pommern 1687 och fältmarskalk 1690.

## Biografi
Nils Bielke var son till Ture Nilsson Bielke (1606–1648) och Christina Svantesdotter Banér (d. 1652) samt härstammade sammantaget på båda föräldrarnas sida från ätterna Vasa, Oxenstierna, Tott, Gyllenstierna, Bonde, Gren och Natt och Dag (yngre Stureätten).
Redan som barn fick han 1649 friherreskapet Korpo med 131 hemman. Bielke blev föräldralös tidigt och fick sin farbror Gustaf som förmyndare. Han uppehöll sig i Stockholm hos sin faster Maria Sparre och på Åkerö i Sörmland under uppväxten. Han följde 1661–1662 med kusinen Clas Thott på en ambassad till Frankrike där han bland annat utbildade sig i Coulombs akademi för unga män från adels och furstliga familjer i två år. Sedan ägnade sig Bielke några år åt hovtjänst. Han blev utnämnd i november 1664 kammarherre hos kung Karl XI. Vid 28 års ålder, i december 1673, utnämndes han till överste för livregementet till häst. Han utmärkte sig i Karl XI:s danska fälttåg. Som chef för Livregementet till häst deltog han både i slaget vid Halmstad och i slaget vid Lund 1676. 
I slaget vid Lund utmärkte han sig genom att ta befälet över de trupper som kvarstannat på slagfältet, då Karl XI jagat efter det flyende danska kavalleriet. Karl XI uppskattade hans mod, och sade efter slaget att "min krona hängde på Bielkes värjspets, och att jag näst efter Gud hade min tappre Bielke samt mitt livregemente att tacka för segern". Han befordrades 1678 till generallöjtnant. Följande år skickades han som ambassadör till Frankrike. 1685 fick han tjänst hos den tyske kejsaren. Han befordrades till tysk general och riksgreve 1686 sedan han utmärkt sig i flera fältslag i det Stora turkiska kriget. Åter hemma i Sverige utnämndes han 1687 under ett enda år till kungligt råd, generalguvernör över Pommern, general över allt kavalleri och infanteri  och till greve.
Trots stora insatser som högste ansvarig för Pommern minskade hans inflytande under Karl XI:s senare regeringsår och till slut föll han fullständigt i onåd. Sedan Karl XII tillträtt som kung ställdes han inför rätta för maktmissbruk av flera slag: att ha överträtt kungens bud och befallningar, att ha berikat sig genom myntförsämring med mera. Bielke blev först degraderad av kungen och blev av med alla sina titlar som greve, fältmarskalk, kungligt råd och generalguvernör. I ett försök att rädda en del av sina utländska gods skrev han ett brev till Fuchs, Brandenburgminister, och uttryckte sig skarpt om situationen. Bielke sade bland annat att det Svenska hovet inte var lika förnuftigt som det Brandenburgska. Brevet hamnade i händerna på Bielkes fiender som visade det för kungen. Karl XII blev rasande och menade att det var högförräderi och beordrade hovrätten att döma Bielke maxstraffet. Bielke arresterades i april 1698 men rättegången tog 7 år. 100 000 riksdaler silvermynt av hans personliga förmögenhet beslagtogs. Bielke dömdes  av hovrätten till att mista liv, ära och gods. Han benådades dock till livet av kungen, men hela hans egendom, som han tillägnat sig under det ungerska fälttåget, gick förlorad. Av sina fasta gods fick han endast behålla Gäddeholm och Salsta. Hela rättegången ansågs bero på intriger inom hovet och Bielke misstänkte att Carl Piper låg bakom dem. Då Karl XII kom tillbaka till Sverige från Turkiet återfick han äran och rätten att använda sina titlar och blev sedan också släppt från fängelset.
Nils Bielke gifte sig den 21 september 1669 med grevinnan Eva Horn af Björneborg (1653–1740) dotter till fältmarskalken Gustaf Horn (1592–1657) i dennes andra gifte med Sigrid Bielke (1620–1679). De fick tio barn varav sex nådde vuxen ålder. Paret skänkte gåvor till Tensta kyrka, som de hade ett patronatsförhållande till.
Han blev stamfader för grevliga ätten Bielke, då han upphöjdes till greve under namnet Bielke af Åkerö år 1687. Han var far till Carl Gustaf Bielke och Ture Gabriel Bielke.
Bielke är begravd i Lena kyrka, Uppland. 

## Galleri

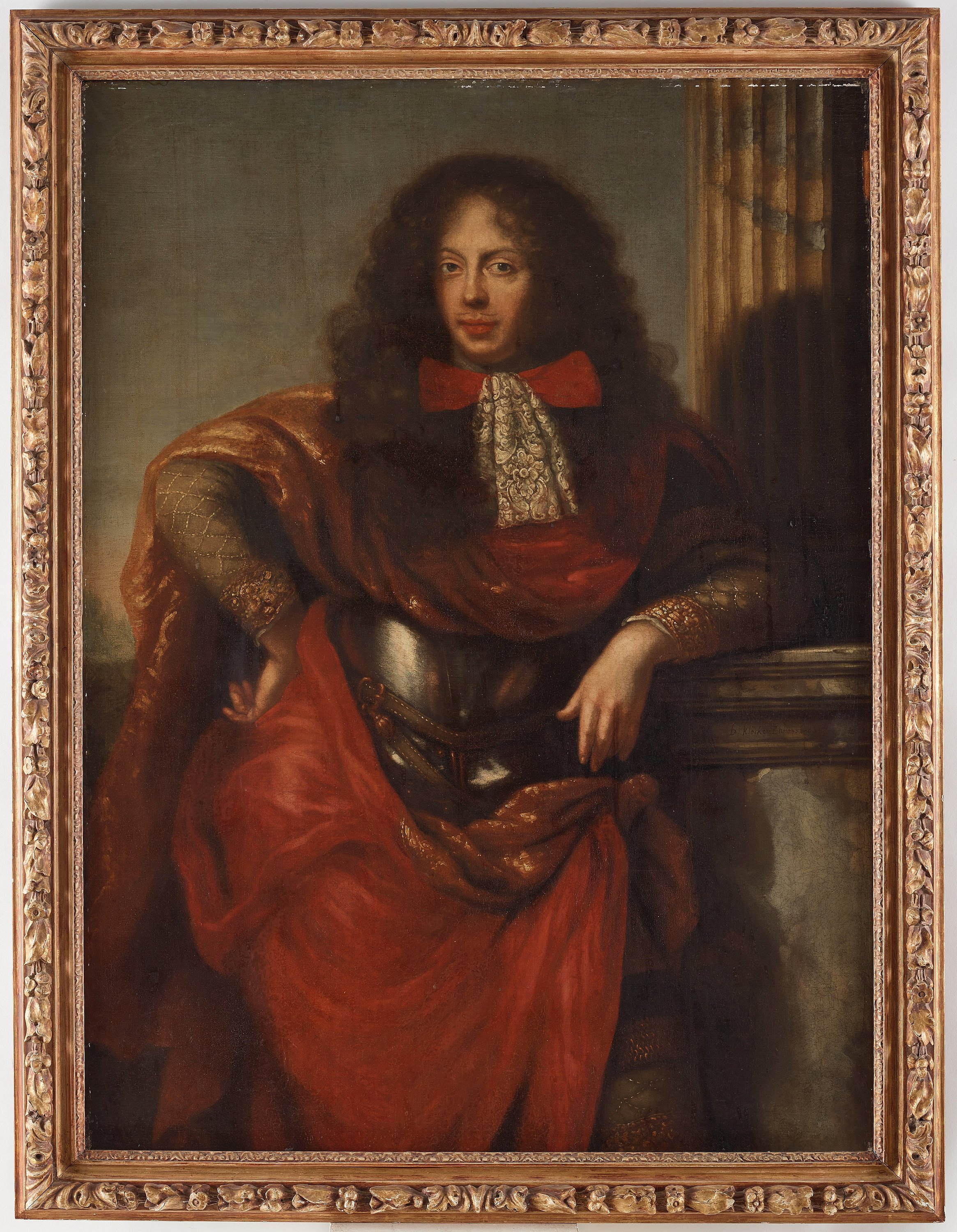
Bielke avporträtterad av David Klöcker Ehrenstrahl ca 1680, han bär en mönstrad justaucorps,  harnesk och en röd mantel.
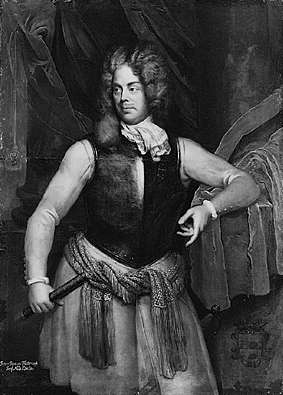
Nils Bielke porträtterad av David Richter den yngre.
Porträtt av Nils Bielke, Skoklosters slott.
Hans fru  Eva Horn af Björneborg.